# 1983-as Copa América (döntő)
Az 1983-as Copa América döntőjét oda-visszavágós alapon a montevideoi Estadio Centenario és a salvadori Estádio Fonte Nova stadionokban játszották 1983. október 27-én és 1983. november 4-én.
A döntő egyik résztvevője Uruguay, ellenfele pedig Brazília volt. Az első mérkőzést 2–0 arányban Uruguay nyerte, a visszavágó 1–1-es döntetlennel zárult. Összesítésben 3–1-gyel Uruguay lett a tornagyőztes.

## Út a döntőig
| Csapat    | M | Gy | D | V | G+ | G– | Gk | P |
| --------- | - | -- | - | - | -- | -- | -- | - |
| Uruguay   | 4 | 3  | 0 | 1 | 7  | 4  | +3 | 6 |
| Chile     | 4 | 2  | 1 | 1 | 8  | 2  | +6 | 5 |
| Venezuela | 4 | 0  | 1 | 3 | 1  | 10 | –9 | 1 |

| Csapat    | M | Gy | D | V | G+ | G– | Gk | P |
| --------- | - | -- | - | - | -- | -- | -- | - |
| Brazília  | 4 | 2  | 1 | 1 | 6  | 1  | +5 | 5 |
| Argentína | 4 | 1  | 3 | 0 | 5  | 4  | +1 | 5 |
| Ecuador   | 4 | 0  | 2 | 2 | 4  | 10 | –6 | 2 |

## Mérkőzés
| 1983. október 27. |

| Uruguay                   | 2–0   | Brazília |
| ------------------------- | ----- | -------- |
| Francescoli 41' Diogo 80' | (1–0) |          |

| Estadio Centenario, Montevideo Nézőszám: 65 000 Játékvezető: Héctor Ortíz (paraguayi) |

| 1983. november 4. |

| Brazília     | 1–1   | Uruguay      |
| ------------ | ----- | ------------ |
| Jorginho 23' | (1–0) | Aguilera 77' |

| Estádio Fonte Nova, Salvador Nézőszám: 95 000 Játékvezető: Edison Peréz (perui) |

| Az 1983-as Copa América győztese |
| -------------------------------- |
| URUGUAY 12. cím                  |